# Edgar Angulo
Edgar Angulo (Colombia; 2 de marzo de 1953) es un exfutbolista de Colombia que jugaba en la posición de defensa.

## Carrera

### Club
| Periodo   | Club                   |
| --------- | ---------------------- |
| 1971-1972 | Real Cartagena         |
| 1972-1974 | Cúcuta Deportivo       |
| 1974-1976 | Junior de Barranquilla |
| 1976-1978 | Atlético Nacional      |
| 1978-1979 | Independiente Medellín |
| 1979-1980 | Cúcuta Deportivo       |
| 1980-1981 | América de Cali        |

### Selección nacional
Jugó para Colombia en dos ocasiones y anotó un gol en la Copa América 1975 en la victoria por 3-0 sobre Uruguay en Bogotá por las semifinales.

## Logros
- Categoría Primera A (1): 1976